# Canal maritime de Bruxelles à l'Escaut
 (août 2018).
Si vous disposez d'ouvrages ou d'articles de référence ou si vous connaissez des sites web de qualité traitant du thème abordé ici, merci de compléter l'article en donnant les références utiles à sa vérifiabilité et en les liant à la section « Notes et références ».

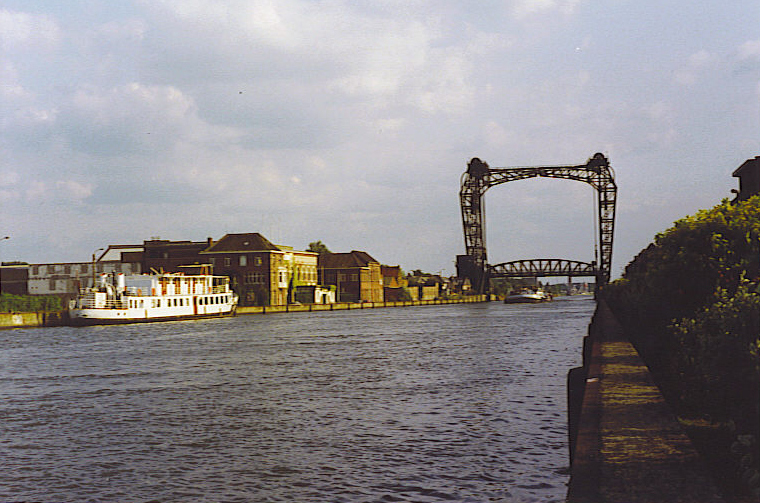
Le canal au Pont de Buda

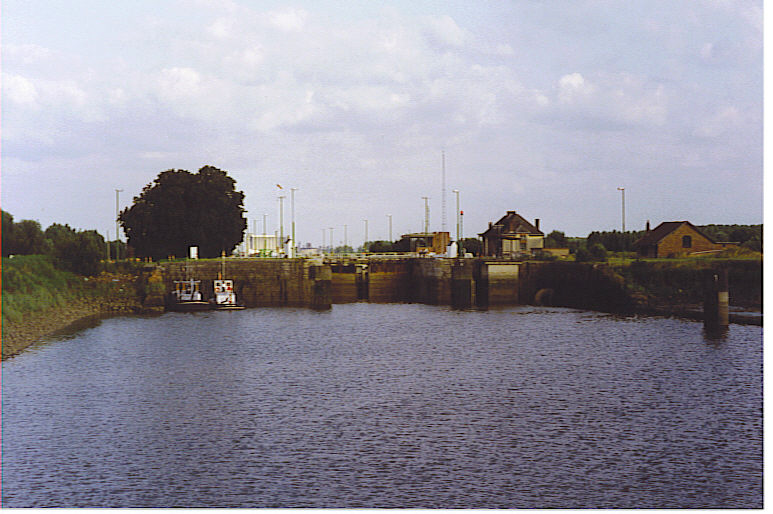
L'écluse de Wintham

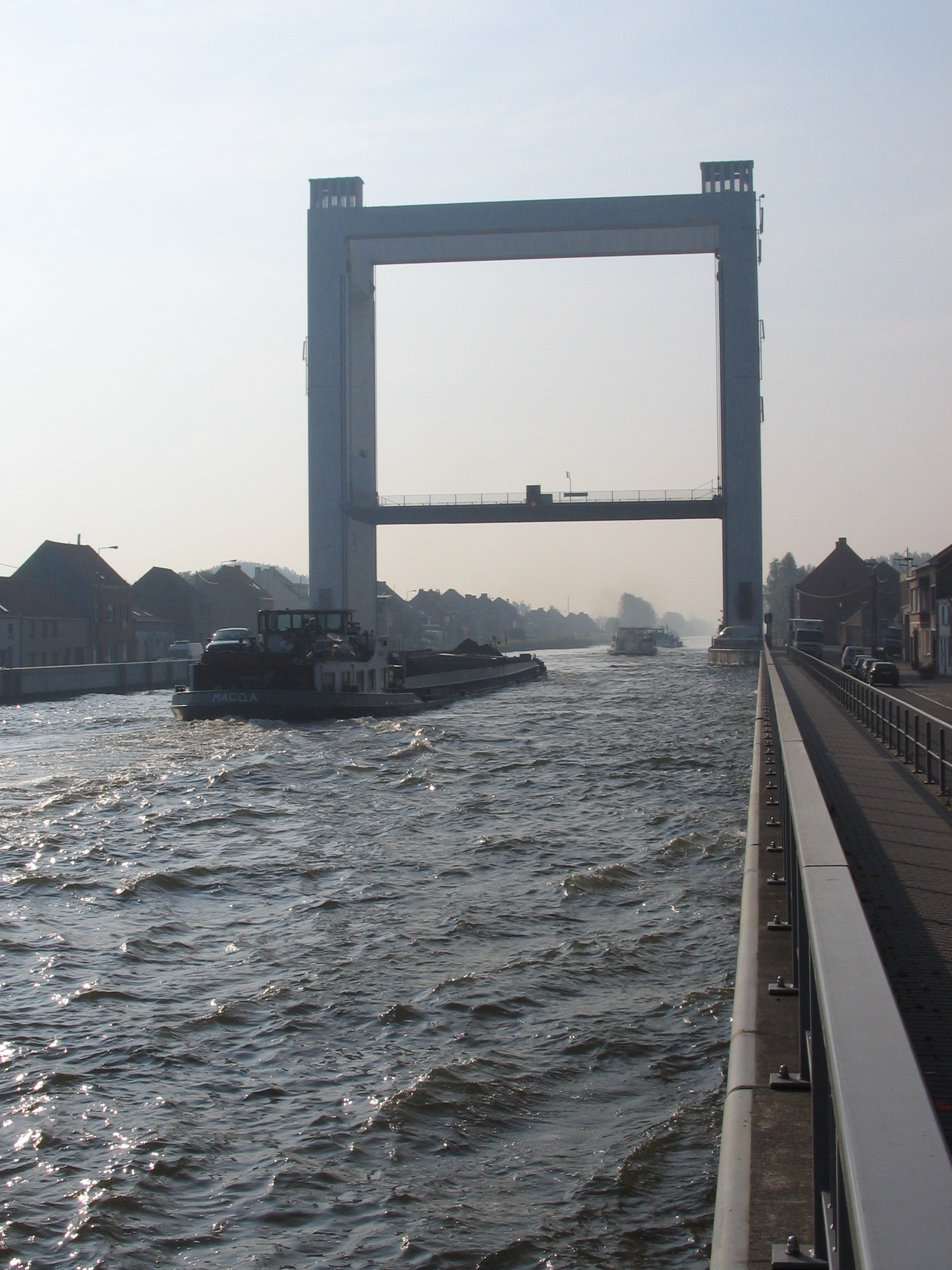
Pont à Humbeek

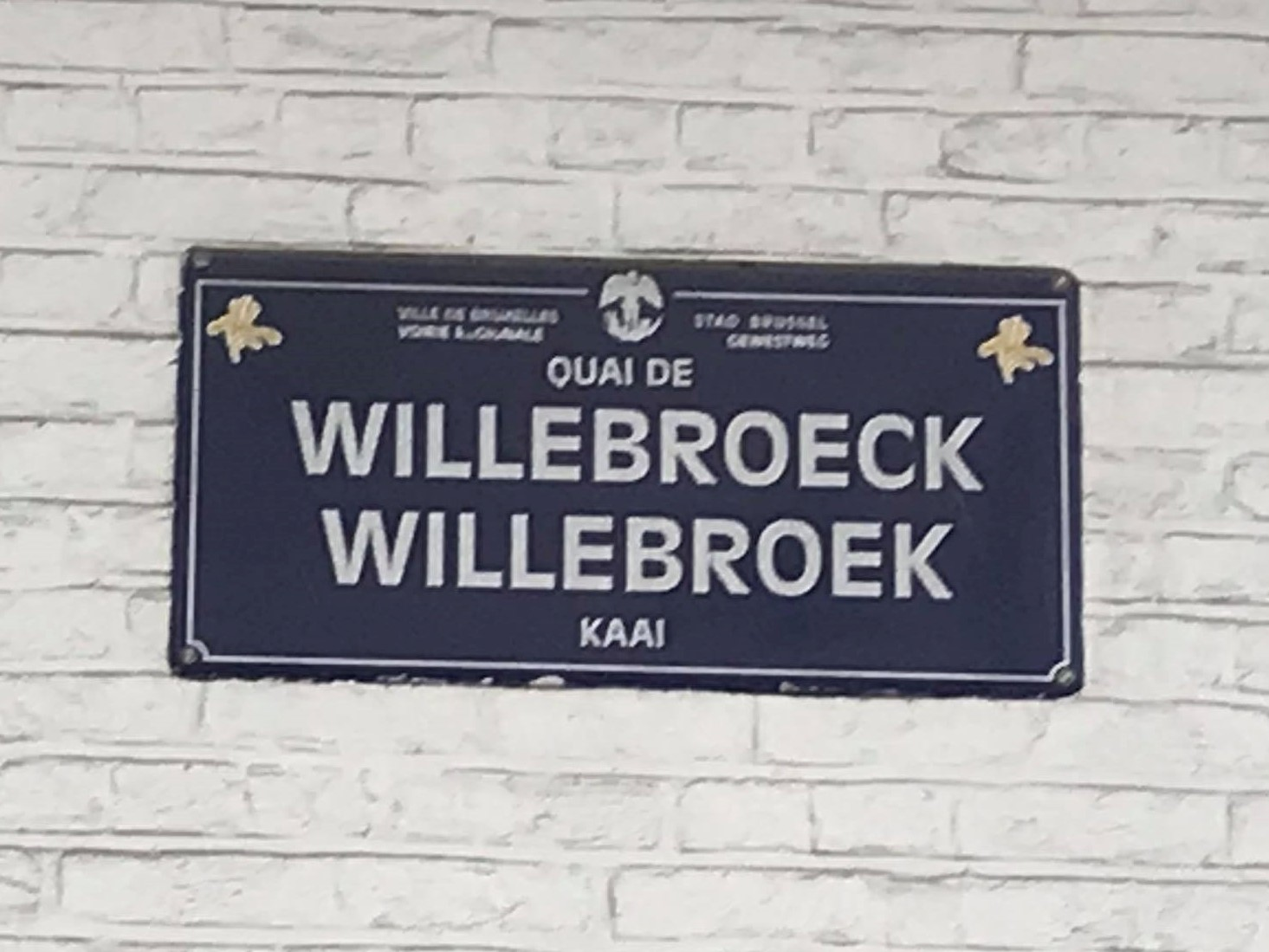
Plaque du quai de Willebroeck à Bruxelles.

Le canal maritime de Bruxelles à l'Escaut, aussi nommé canal de Willebroeck,,, est le nouveau nom pour le canal maritime Bruxelles-Rupel, depuis la création d'une liaison directe avec l'Escaut en 1997 en remplacement de l'ancienne liaison remontant au XVIe siècle.

## Histoire
Le canal est un des plus anciens canaux navigables en Belgique, voire d'Europe. Les travaux débutèrent en 1550 et durèrent jusqu'en 1561.
Déjà, en 1415, sous Antoine, duc de Brabant, il fut question de canaliser la Senne depuis son confluent à la ville jusque dans la ville de Bruxelles elle-même. Après beaucoup de recherches et de discussions sur les dépenses et les avantages comparés d'une canalisation de la Senne ou d'un canal latéral, on se décida pour l'exécution de la canalisation.  
Ensuite, une autorisation pour construire le canal fut déjà accordée par Philippe le Bon en 1436. Mais sous les protestations de la ville de Malines, seule autorisée à lever des taxes sur tous les transports passant par la Senne, le projet fut bloqué pendant très longtemps.
En 1477, Marie de Bourgogne décrète la construction du canal.
En 1531, Charles Quint renouvellera l'autorisation de Philippe le Bon, mais les travaux ne commenceront pas tout de suite pour autant. Ce n'est qu'en 1550 que Marie de Hongrie donnera l'accord pour entamer la construction. Le 16 juin 1550, le bourgmestre de Bruxelles, Jean de Locquenghien donne le premier coup de pelle.
À cette époque, le canal long de 28 km, d'une largeur de 30 m et avec un tirant d'eau de 2 m, relie Bruxelles et Willebroeck, où il débouche dans le Rupel dans le hameau de Petit-Willebroeck. La différence d'altitude de 14 m entre Bruxelles et la Rupel est rachetée par quatre écluses. Grâce à la mise en service du canal, les navires pouvaient dorénavant éviter la navigation sur la Senne capricieuse, et les taxes levées à Malines.
Très vite plusieurs bassins furent construits au cœur même de la ville de Bruxelles (Place Sainte-Catherine), ils seront tous remblayés à la fin du XIXe siècle mais sont encore reconnaissables aujourd'hui grâce aux noms des rues. Le cours du canal à Bruxelles fut modifié pour le connecter au canal Bruxelles-Charleroi ouvert en 1832, créant ainsi une liaison directe entre le Port d'Anvers et le bassin industriel de Charleroi.
En 1922, un canal entièrement modernisé fut ouvert à la navigation. Désormais le canal débouche dans le Rupel par une nouvelle écluse à Wintham (nl). Les écluses de Vilvorde et de Humbeek sont remplacées par l'écluse de Kapelle-op-den-Bos. Une nouvelle modernisation est entamée en 1965, le canal sera élargi à 55 m (25 m pour les écluses) et le tirant d'eau adapté. La construction de deux nouvelles écluses (205×25 m) à Zemst (ouverte en 1975) et Hingene (ouverte en 1997) permettait de déboucher directement dans l'Escaut. Le Port de Bruxelles est maintenant accessible aux navires de mer de 4 500 tonnes et des convois poussés de péniches de 9 000 tonnes.
Le canal est d'une importance capitale pour l'approvisionnement en pétrole de Bruxelles, qui représente plus ou moins la moitié du trafic. En 1974 le trafic annuel culmine à 14 millions de tonnes. Après une rechute consécutive aux crises successives qui affectent l'économie mondiale, le volume transporté va augmenter à nouveau. Avec 7 millions de tonnes transportées par le canal, le port de Bruxelles est, en 2012, le deuxième port intérieur du pays après Liège.
À la suite de la régionalisation de la Belgique, la gestion du canal n'est plus aux mains de la « SA Maritime » (société établie en 1896) mais est passé sous la tutelle du Port de Bruxelles pour la partie sur le territoire de la Région de Bruxelles-Capitale et du Waterwegen en Zeekanaal NV pour la partie en Région flamande.

### De la rivière au canal
Il y a quelques siècles, la Senne permettait à la navigation de remonter son cours jusqu'à l'île Saint-Géry. Toutefois, l'ensablement, le tracé sinueux de son cours en amont, les nombreux deltas, diminuaient sa profondeur et rendaient la navigation fort difficile. 
Il n'est donc pas étonnant que l'utilisation de la rivière comme moyen de communication était appelée à devenir complètement caduque. En effet, bien qu'en 1434, Philippe le Bon autorisa par octroi la canalisation de la Senne, les travaux se montrèrent rapidement insuffisants. Aussi, le projet d'un canal vint-il rapidement à naître, mais se heurta à l'hostilité de la ville de Malines qui craignait de voir dévier une partie du trafic de la Senne par le canal, avec la perte de taxes qui en résulterait. Aussi, dès 1477, Marie de Bourgogne décréta la construction du canal de Willebroeck, reliant Bruxelles au Rupel. Mais ce n'est qu'en 1551, sous Charles Quint, que les travaux de creusement commencèrent pour s'achever en 1561,. Il fallut 800000 florins à la ville de Bruxelles pour acquérir tous les terrains nécessaires.  
Le 10 octobre 1561, on inaugura le canal en grande pompe et on célébra une messe dans l'église Saint-Nicolas (Bruxelles).  Ainsi, Bruxelles avait désormais une liaison directe avec Anvers.  On fit une brèche dans la deuxième enceinte au niveau de la porte du rivage (l'actuelle place de l'Yser) pour permettre la navigation des bateaux jusqu'au centre de la ville. 
C'est ainsi donc, qu'après avoir contribué à l'essor de la ville, la Senne allait, délaissée pour la navigation, être appelée à remplir une nouvelle fonction : devenir la principale voie d'évacuation des eaux usées de l'agglomération.

### Le canal, centre de la ville
Au XIXe siècle, le canal séparait la ville bourgeoise et commerçante, des faubourgs pauvres, industrieux et campagnards. C'était le cœur ouvrier de la ville. Il devient le sillon de développement industriel. En 1896, il y a 88 % d'emplois manufacturiers dans la ville. Des petites et moyennes entreprises s'installent parmi les habitations privées servant essentiellement au marché local. Elles se lient à l'évolution de la ville, à son historique, à l'accessibilité qu'elle engendre. Les ponts permettent des liaisons entre les deux parties de la ville. Les quartiers se développent aux alentours du canal dont les habitants vivent dans des conditions assez précaires. 

### La vie économique
Certaines entreprises s'installent le long du canal. Peu importe l'agglomération et si une autre entreprise s'y situe, l'important pour elles, est de se trouver au bord du canal entre un amont et un aval pour la livraison et la distribution de la marchandise. 
La plupart des entreprises situées le long du canal disparurent, à cause du tarissement des mines, de la concurrence de la voie ferrée et de l'évolution de l'économie mondiale qui déplacèrent les usines de production des pays industrialisés vers les pays en voie de développement. Certaines entreprises sont tout de même restées comme l'abattoir d'Anderlecht, les tankers pétroliers, les revendeurs de véhicules d'occasion. 

### Un port dans la ville
Situé entre la place Sainctelette et le pont de Vilvorde, le canal de Willebroeck fait vivre un monde différent. On passe de la ville à l'univers du port ; du canal de Charleroi au canal de Willebroeck, il y a un changement d'échelle et de nature. L'un est du côté de la ville, l'autre vers la mer. Vers la ville, le port se mélange à l'entreprise et au logement ; vers la mer, il devient port maritime. On y a vu, à l'occasion des expositions universelles de 1935 et de 1958, des navires de mer, comme les malles Ostende-Douvres, venus s'ancrer à proximité du centre historique de Bruxelles. Des bateaux militaires
sont aussi venus s'offrir à la curiosité des Bruxellois. Parmi les cargos de mer, les plus remarquables
étaient les soviétiques qui venaient de la mer Baltique, apportant ce que l'on appelait les « bois du nord » utilisés en ameublement. La raréfaction du trafic maritime dû à la crise économique qui a frappé plusieurs armateurs a contribué à la diminution du tonnage global du port de Bruxelles. Mais la lutte contre la saturation du trafic routier offre de belles perspectives à ce type de navigation qui s'est remis à croître, d'autant que la possibilité offerte aux importateurs d'éviter le transbordement sur péniches ou sur camions à Anvers représente pour eux une économie de temps et d'argent.

## Liaison avec le canal de Charleroi
Avec le canal de Charleroi, il forme le canal de Bruxelles. Les deux canaux se rencontrent place Sainctelette,.

## Quartier du canal et plan canal
Une redynamisation du quartier autour du canal a eu lieu durant les années 2000. Depuis 2015 le gouvernement de la région de Bruxelles-Capitale a lancé le plan canal pour redynamiser la zone du canal.